# Onocosmoecus sequoiae
Onocosmoecus sequoiae är en nattsländeart som beskrevs av Wiggins och Richardson 1986. Onocosmoecus sequoiae ingår i släktet Onocosmoecus och familjen husmasknattsländor. Inga underarter finns listade i Catalogue of Life.